# واسلاف ماچک (دوچرخه‌سوار)
واسلاف ماچک (چکی: Václav Machek; ۲۷ دسامبر ۱۹۲۵ – ۱ نوامبر ۲۰۱۷) دوچرخه‌سوار اهل چکسلواکی بود.
وی در مسابقات کشوری و بین‌المللی در مجموع برندهٔ ۱ مدال نقره شده‌است.